# Хронологія Другої світової війни на Західному фронті

Хід Другої світової війни в Європі у вигляді анімації

Хронологія Другої світової війни на Західному фронті — послідовність подій, які відбувалися у хронологічному порядку за часом, що розпочалися після завершення Першої світової війни в Європі та спровокували підготовку й початок воєнних дій у Західній Європі до подій, що ознаменували завершення Другої світової війни. Західноєвропейський театр воєнних дій Другої світової війни охоплював Данію, Норвегію, Люксембург, Бельгію, Нідерланди, Велику Британію, Францію та Західну Німеччину в період з вересня 1939 до травня 1945 року.

## Події до початку Другої світової війни, що вплинули на Західноєвропейський ТВД

### 1918
- 11 листопада: Комп'єнське перемир'я — кінець Першої світової війни
- 1 грудня: почалася окупація союзними військами Антанти території Рейнської області Німеччини на лівому березі Рейну і смуги на його правому березі завширшки 50 км, встановлена Версальським мирним договором в 1919 році

### 1920
- 13 березня: початок повстання лівих робітників у Рурській області

### 1923
- 11 січня: Франція та Бельгія окупували Рур, щоб змусити Німеччину виплатити воєнну контрибуцію

### 1924
- 16 серпня: Прийняття плану Дауеса. Кінець союзницької окупації Рура та допомога Німеччині вибратися з економічної кризи
- 18 серпня: Франція вивела свої війська з Рурського регіону

### 1926
- 31 січня: Британські та бельгійські війська залишають Кельн

### 1933
- 30 січня: Адольф Гітлер стає канцлером Німеччини
- 23 березня: Адольф Гітлер стає диктатором Німеччини
- 19 жовтня: Німеччина виходить з Ліги Націй

### 1934
- 30 червня: Ніч довгих ножів: Гітлер прибирає найбільш небезпечних опонентів в нацистській партії, включаючи керівника СА — Ернста Рема
- 20 липня: СС стає незалежною від нацистської партії організацією, підпорядкованою особисто Адольфу Гітлеру
- 2 серпня: смерть президента Німеччини Пауля фон Гінденбурга: Гітлер об'єднує свій пост канцлера з постом президента і стає Фюрером німецької нації

### 1935
- 7 січня: Ліга Націй дозволяє Саарській області приєднатися до Німеччини після референдуму
- 18 червня: англо-німецький морський договір. Велика Британія дозволяє Німеччині створювати флот, за масою не більший 35 % британського флоту

### 1936
- 8 березня: нацистська Німеччина ввела війська вермахту у Рейнську демілітаризовану зону
- 15 листопада: німецький Легіон Кондор відряджено до Іспанії для підтримки іспанських націоналістів у Громадянській війні

## 1939

### Вересень
- 1 вересня — напад Німеччини на Польщу — початок Другої світової війни
  - Велика Британія та Франція вимагають припинення воєнних дій і виведення німецьких військ з Польщі
  - Британський військовий міністр Леслі Хор-Беліша наказує Воєнному офісу розпочати загальну мобілізацію британських збройних сил
  - у рамках масової евакуації (кодова назва «операція Під Пайпер») британська влада розпочала переселення 1 473 000 дітей і дорослих з міст у сільську місцевість
- 2 вересня — уряди Великої Британії та Франції погодилися висунути Німеччині ультиматум наступного дня
  - Франція розпочала загальну мобілізацію своїх збройних сил
- 3 вересня — об 11:15 Велика Британія оголосила Німеччині війну. У Королівстві оголошена масова мобілізація
  - о 12:00 Франція приєдналася до Британії, оголосивши стан війни з нацистською Німеччиною. Оголошення Австралією, Новою Зеландією та Індією війни Німеччині. З цього часу до 10 травня 1940 року відбувається так звана «Дивна війна»
  - о 19:39 Німецький підводний човен U-30 під командуванням капітан-лейтенанта Ф.-Ю. Лемпа західніше Ірландії затопив перше судно у війні — британський пасажирський лайнер «Атенія» з 1 418 пасажирами на борту. Загинуло 117 цивільних осіб, що перебували на борту лайнера. Британський уряд розцінив це як початок необмеженої підводної війни.
Початок битви за Атлантику
  - під час першої воєнної акції британське Бомбардувальне командування Королівських ПС посилає 27 літаків для бомбардування об'єктів Крігсмаріне, але вони повертаються назад, не встигнувши знайти будь-яку ціль. За ніч десять «Вітлі» здійснили перший із багатьох «нікелевих рейдів» на Бремен, Гамбург та Рур, під час яких літаки скидали агітаційні листівки
- 4 вересня — першій у війні авіаційний наліт бомбардувальників Королівські ПС. 15 бомбардувальників «Бленхейм» атакували німецькі «кишеньковий» лінкор «Адмірал Шеер» і легкий крейсер «Емден», які стояли біля Вільгельмсгафена у Гельголандській затоці; під час атаки збито сім літаків, і, хоча «Адмірал Шеер» зазнав влучення трьох бомб, жодна з них не вибухнула
- 7 вересня — сталися перші збройні сутички між французькими і німецькими військами поблизу Саарбрюкена; почалася Саарська наступальна операція французьких військ проти оборонних позицій 1-ї німецької армії в Саарі
- 10 вересня — британські війська прибули на континент для посилення французької армії
- 12 вересня — генерал Гамелен наказав зупинити французький Саарський наступ на Німеччину, після опанування лише кількох сіл
- 16 вересня — французька армія завершила свою шістнадцятиденну мобілізацію
- 26 вересня — заборона французьким урядом Французької комуністичної партії
  - Люфтваффе атакує Домашній Флот між Шотландією і Скагерраком з обмеженим успіхом; німецький Do 18 був збитий літаком Повітряних сил флоту B-24 «Скуа» з авіаносця «Арк Роял», що робить його першим німецьким літаком, збитим британцями
- 27 вересня — під час перших контрнаступальних операцій німецької армії в Західній Європі гармати на лінії Зігфрида відкрили вогонь по французьких селах за лінією Мажино
- 30 вересня — через очікування німецького вторгнення французькі війська на французько-німецькому кордоні відступили за лінію Мажино

### Жовтень
- 3 жовтня — британські війська зайняли визначені позиції на французькому кордоні
- 4 жовтня — відведення французьких військ на позиції по лінії Мажино
- 6 жовтня — промова Гітлера в рейхстагу з пропозицією миру західним державам
- 9 жовтня — прийнята Директива № 6 німецького верховного головнокомандування про підготовку нападу на Францію
- 16 жовтня — Люфтваффе здійснило свій перший повітряний наліт на Велику Британію. Силами 15 Ju 88 KG 30 атаковані британські кораблі поблизу Росайта, зокрема лінкор «Гуд». Рейд був невдалим, не вдалося нанести жодного удару, в той час як командир групи Гельмут Поле був збитий (перший німецький військовополонений у війні, взятий у полон британцями)
- 17 жовтня — німецька авіація провела новий рейд на Британію, цього разу націлений на британський флот, який стоїть на якорі в Скапа-Флоу, знову ж таки з обмеженим успіхом, уражений лише виведений з експлуатації старий лінкор «Айрон Дюк»
- 19 жовтня — директива німецького головного командування сухопутних військ щодо стратегічного зосередження та розгортання сил для проведення операції на Заході (план «Гельб») — за основу плану операції взято план Шліффена 1914 року, але на відміну він нього план ОКГ не ставив на меті повну перемогу у Фландрії, а мав суто позиційний характер
- 29 жовтня — прийнята друга версія плану «Гельб» — знищити союзне угруповання військ у районі на північ від Сомми і вийти до Ла-Маншу. Початок наступу було призначено на 12 листопада 1939 року[Прим. 1].

### Листопад
- 9 листопада — на англо-французькій нараді у Варенні, генерал Гамелен схвалює план «Діль»
  - Інцидент у Венло[en] — німецька Служба безпеки (СД) захопила двох агентів Секретної служби Британії (SIS) та офіцера голландської розвідки на прикордонній території нейтральних на той момент Нідерландів
- 16 листопада — унаслідок нальоту німецьких бомбардувальників на Оркнейські острови загинув перший британський цивільний, Джеймс Ісбістер
- 20 листопада — Люфтваффе та німецькі підводні човни розпочали мінувати річку Темза

### Грудень
- 18 грудня — перші канадські формування прибули до Франції
  - невдачею завершився рейд ВПС Великої Британії проти кораблів Кріґсмаріне, розміщених у Гельголандській бухті; початок кампанії повітряної оборони Рейху
- 27 грудня — перші формування армії Британської Індії прибули до Франції

## 1940

### Січень
- 10 січня — Мехеленський інцидент[en] — німецький офіцер зв'язку, який мав при собі повний оперативний план наступу на Заході, здійснив вимушену посадку на літаку Messerschmitt Bf 108 поблизу бельгійського міста Мехелен
- 27 січня — Німеччина завершила розробку остаточних планів вторгнення в Данію та Норвегію

### Лютий
- 5 лютого — Велика Британія і Франція вирішили в очікуванні очікуваного німецького вторгнення висадити експедиційні сили в Норвегії, щоб заблокувати перевезення шведської залізної руди і нібито відкрити шлях для допомоги Фінляндії. Початок операції заплановано на 20 березня
- 15 лютого — Гітлер віддав наказ про початок необмеженої підводної війни проти союзників
- 16 лютого — Інцидент з «Альтмарком» — британський есмінець «Козак» перехопив у нейтральних норвезьких водах німецький танкер «Альтмарк», на борту якого перебувало понад 300 полонених матросів союзників
- 17 лютого — генерал Еріх фон Манштейн запропонував Адольфу Гітлеру новий варіант плану «Гельб» із завдаванням головного удару через Арденни
- 21 лютого — генерал Ніколаус фон Фалькенгорст призначений командувачем німецького ударного угруповання, що планувало вторгнення до Скандинавських країн

### Березень

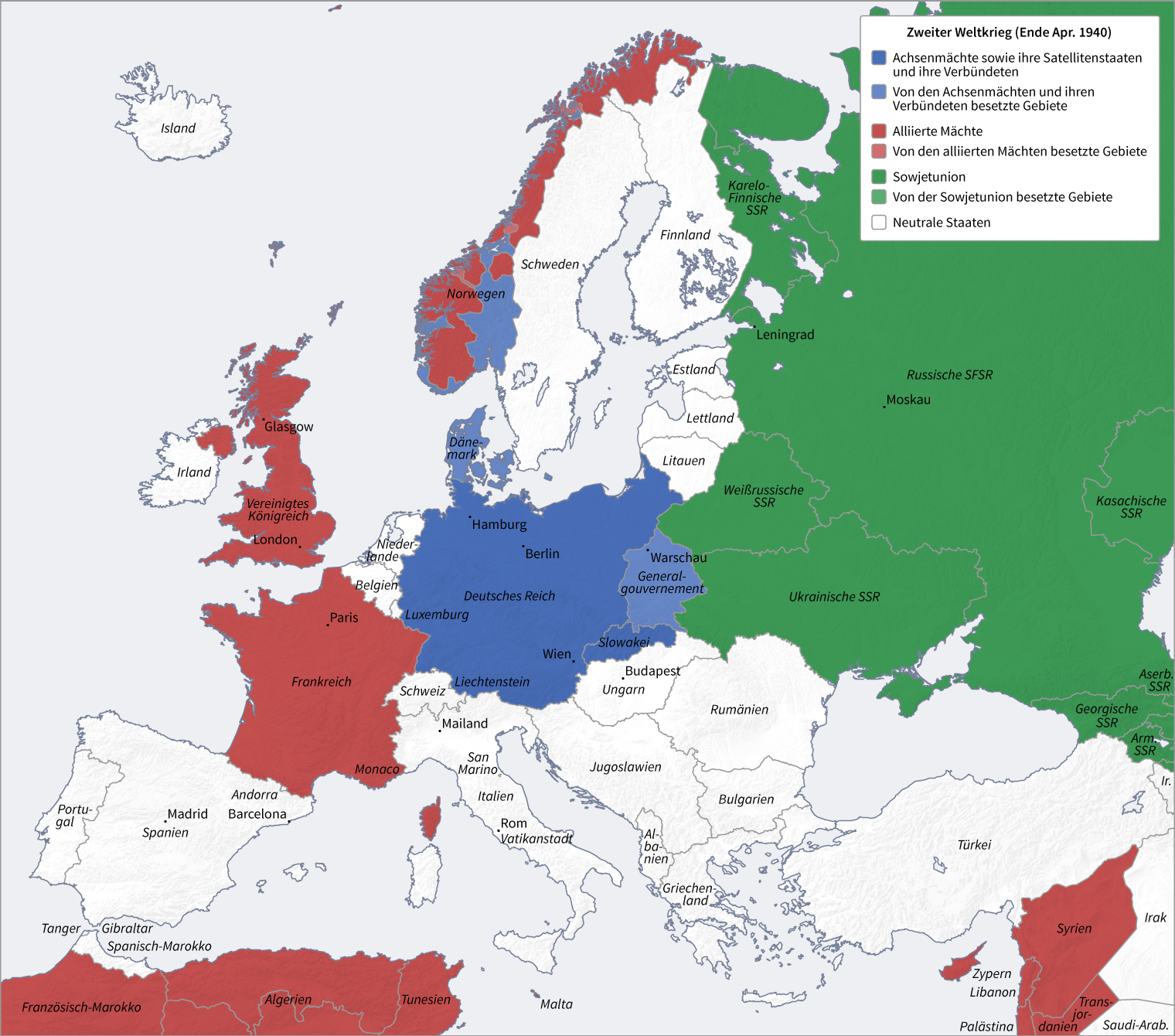
Ситуація на Західному фронті. Квітень 1940 року

- 1 березня — фюрер доводить до визначених генералів план німецького вторгнення у Данію та Норвегію
- 11 березня — у Великій Британії введено нормування на м'ясо та м'ясну продукцію
- 16 березня — Велика Британія та Франція прийняли рішення провести операцію з мінування норвезьких вод — операцію «Вілфред» — з метою блокування поставок шведської залізної руди до Німеччини. Планом R 4 передбачалося також висадити морські десанти в Ставангері, Бергені, Тронгеймі та Нарвіку для унеможливлення висадки військ вермахту в країні. Початок операції призначений на 8 квітня 1940 року
- 28 березня — Велика Британія і Франція уклали офіційну угоду про те, що жодна з країн не буде прагнути сепаратного миру з Німеччиною

### Квітень
- 8 квітня — британський Королівський флот почав операцію «Вілфред» з постановки мінних загороджень у територіальних водах Норвегії між берегами та її островами
- 9 квітня — початок операції «Везерюбунг»: німецькі війська висадилися в кількох норвезьких портах і опанували Осло
  - Данія захоплена і капітулювала за шість годин
  - Британці починають свою Норвезьку кампанію — початок битви за Нарвік
  - Німецький важкий крейсер «Блюхер» затоплений у битві у протоці Дробак
  - Стався морський бій біля Лофотенських островів між німецькими лінійними кораблями «Шарнгорст» і «Гнейзенау» та британським лінійним крейсером «Рінаун» з дев'ятьма есмінцями
- 10 квітня — окупанти створили норвезький колабораціоністський уряд під керівництвом Відкуна Квіслінга, колишнього міністра оборони
  - Почалася перша морська битва за Нарвік
- 12 квітня — британські армія і флот почали операцію «Валентайн» — з окупації данських Фарерських островів
- 13 квітня — Почалася друга морська битва за Нарвік
- 14 квітня — британські та французькі війська почали висадку в норвезькому Намсусі, північніше Тронгейма
  - німецькі десантники висадилися парашутним способом біля життєво важливого залізничного вузла Думбос
- 15 квітня — британці висадилися в норвезькому Гарстаді
- 19 квітня — британці висадилися поблизу Ондалснеса
- 27 квітня — британські війська починають виведення з центральної Норвегії, на північ і південь від Тронгейма
- 29 квітня — Король Гокон VII і норвезький уряд евакуювалися з Молде до Тромсе. Німецькі війська з півдня з'єднуються з силами, що ведуть бої в районі Тронгейма

Ситуація на Західному фронті з 16 травня до 4 червня 1940 року

### Травень

Ситуація на Західному фронті. Травень 1941 року

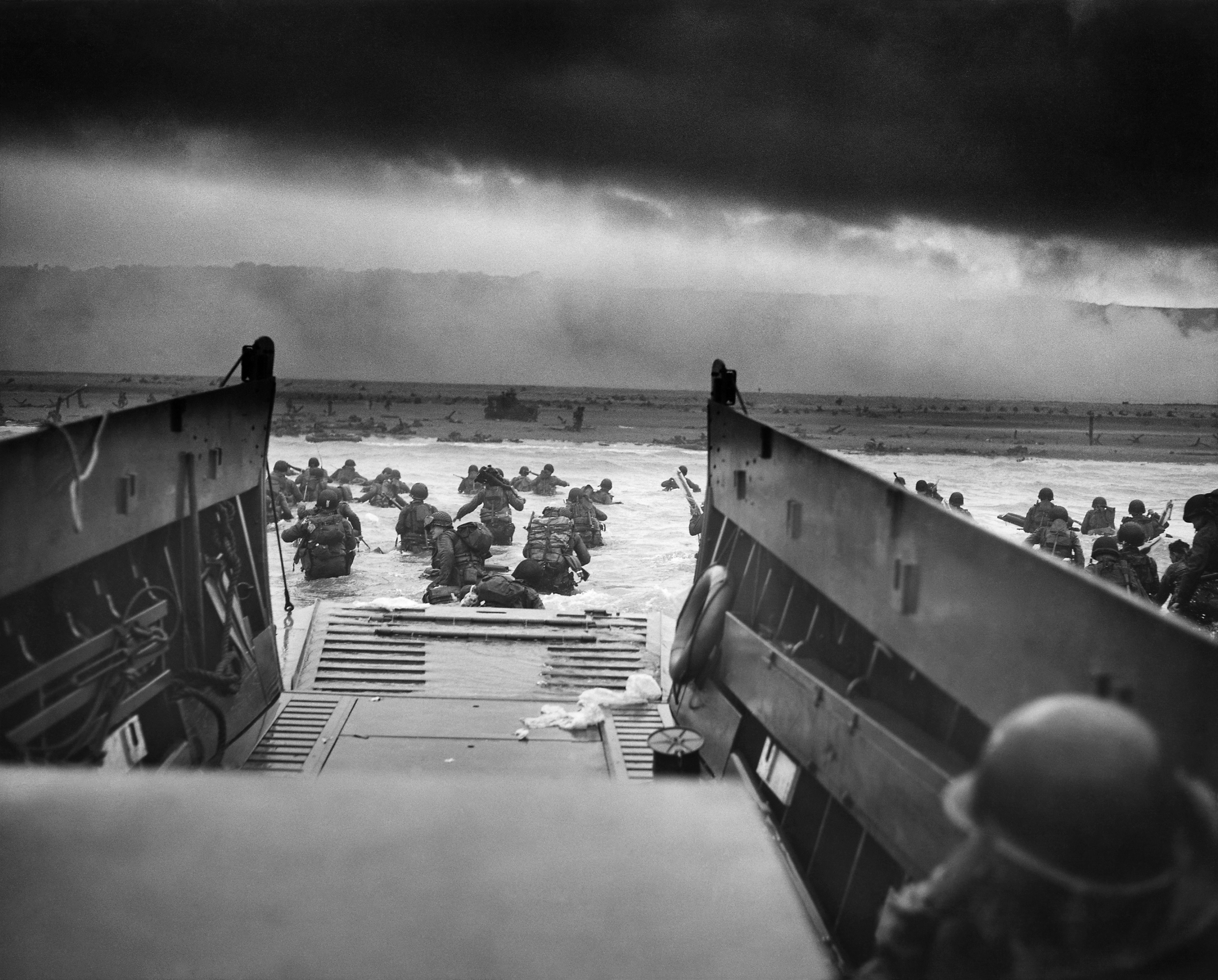
Висадка морського десанту союзників у Нормандії. 6 червня 1944 року

- 1 травня — союзники почали евакуацію своїх експедиційних сил з Норвегії
- 3 травня — оберст абверу Ганс Остер, таємний антинацист, послав попередження уряду Нідерландів про німецьке вторгнення до Франції
- 5 травня — у Лондоні сформований Норвезький уряд у вигнанні
- 10 травня — о 2:30 сухопутні війська Третього Рейху вторглися до Бельгії, Люксембургу та Нідерландів
  - зухвалою висадкою планерами німецькі десантники захопили бельгійський форт Ебен-Емаель
  - у битві за Гаагу німецькі десантники зазнали першу поразку, голландці швидко розгромили загарбників, що висадилися
  - Прем'єр-міністром Сполученого Королівства став Вінстон Черчилль після відставки Невіла Чемберлена
  - Британські армія та флот окупували Ісландію
- 11 травня — британські та французькі війська вирушили до Бельгії і розпочали влаштовувати лінію стратегічної оборони в центрі країни, щоб захистити Бельгію, намагаючись зупинити наступ німців
- 12 травня — розпочалася битва при Анню — одна з найбільших танкових битв Другої світової війни
- 13 травня — у Лондоні сформований Нідерландський уряд у вигнанні
  - танкові підрозділи Гайнца Гудеріана прорвали оборону французької армії під Седаном
  - перші німецькі підрозділи прорвалися крізь Арденни та вийшли на оборону союзників на річці Маас, стикаючись з жорстким опором
  - королева Нідерландів Вільгельміна запросила притулку у Великій Британії
  - промова Черчилля «Кров, піт і сльози»
  - голландська армія зазнала поразки в битві під Греббебергом
- 14 травня — голландська армія завдала поразки вермахту в ході битви за Афслютдейк
  - Роттердамський бліц привів до успіху Німеччину в битві за Роттердам. Нідерланди, за винятком Зеландії, вирішили капітулювати
- 15 травня — капітуляція збройних сил Нідерландів
  - німецькі війська форсували Маас
- 16 травня — через поразку бельгійської армії уряд Королівства Бельгія виїхав з Бельгії до Бордо; пізніше він переїжджає до Лондона
- 17-18 травня — Антверпен і Брюссель зайняті військами вермахту; союзники змушені відступити до французького узбережжя. Німецькі війська перемогли в битві за Зеландію
- 19 травня — німецькі війська обложили Ам'єн; дивізія Роммеля оточила Аррас; перші німецькі підрозділи вийшли до Ла-Маншу поблизу Нуаєль-сюр-Мер
- 20 травня — танкова група генерала Гудеріана захопила Аббвіль, погрожуючи військам союзників у цьому районі
  - генерал Максим Вейган замінив генерала Моріса-Гюстава Гамелена на посаді верховного головнокомандувача союзних військ у Франції
- 21 травня — сталася битва при Аррасі
- 22 травня — розпочалися облога військами вермахту французького міста Кале та битва за Булонь
- 24 травня — Гітлер наказав усім своїм силам зупинитися і не перетинати лінію Ланс-Бетюн-Ер-Сент-Омер-Гравлін, що дало союзним силам більше часу відступити на атлантичне узбережжя Франції
- 26 травня — о 18:57 почалася операція «Динамо»: близько 850 британських цивільних кораблів і суден разом з кораблями Королівського флоту Великої Британії допомагали вивезти британські, французькі та бельгійські війська, оточені у Дюнкерку; найбільша військова евакуація в історії
- 27 травня — почалася битва за Аббвіль
- 28 травня — король Бельгії Леопольд наказав своїй армії здатися німецьким військам, що дало союзникам необхідний час для евакуації з Дюнкерка
  -  — почалася облога Лілля
- 31 травня — близько 150 000 солдатів союзників вивезені до Британії з обложеного Дюнкеркського плацдарму

### Червень
- 3 червня — союзники завершили вивезення основної частини своїх експедиційних сил з обложеного Дюнкеркського плацдарму: евакуйовано 224 686 британських і 121 445 французьких і бельгійських військових
- 4 червня — промова Вінстона Черчилля перед палатою громад «Ми будемо битися на пляжах»
  -  — повністю завершена евакуація з Дюнкерка
- 5 червня — початок другої фази гітлерівського наступу на Францію за планом «Рот»
- 8 червня — союзне командування завершило операцію «Алфабет» — евакуацію союзних військ з Норвегії
  -  — Після евакуації поблизу берегів Норвегії у швидкоплинному морському бою з німецькими лінійними кораблями «Шарнгорст» та «Гнейзенау» були затоплені британські авіаносець «Глоріос», есмінці «Ардент» і «Акаста», тральщик «Джуніпер»
- 10 червня — Норвегія капітулювала перед німецькими військами, а Італія приєдналася до війни, оголосивши війну Франції та Великій Британії
  -  — британці розпочали операцію «Сайкл» — евакуацію своїх військ з Гавра
- 13 червня — французький уряд втік до Бордо, оголосивши Париж відкритим містом
- 14 червня — німецькі війська увійшли в столицю Франції, Париж
- 15 червня — британський Королівський флот почав евакуацію Британського експедиційного корпусу та союзників з портів Франції: Шербур, Сен-Мало, Брест, Сен-Назер, Нант і Ла-Рошель
- 16 червня — французький маршал Анрі-Філіп Петен став прем'єр-міністром Франції, замінивши Поля Рейно
- 17 червня — біля Сен-Назера при евакуації британських громадян і військ із Франції німецькою авіацією затоплений лайнер «Ланкастрія»
- 18 червня — генерал де Голль формує Французький комітет національного визволення, французький уряд у вигнанні
- 21 червня — дві італійські армії вторглися на територію Франції в Альпах
- 22 червня — Франція підписала перемир'я з Німеччиною
- 24 червня — проведена перша операція британських командос операція «Коллар»[en] — рейд на французьке узбережжя в районі Па-де-Кале
- 25 червня — о 01:35 Франція офіційно капітулювала Німеччині
  -  — остання велика евакуація в ході операції «Аріель»; з Франції вивезені 191 870 солдатів союзників, льотчиків і деякі цивільні особи
- 30 червня — вермахт окупував британські Нормандські острови

### Липень

План операції «Морський лев»

- 2 липня — Гітлер наказав підготувати плани вторгнення до Британії під кодовою назвою «Морський лев»
- 3 липня — Люфтваффе вперше провели бомбардування Кардіффа
- 4 липня — острів Сарк останнім з Нормандських островів окупований німцями
- 10 липня — масованим нальотом німецької авіації розпочалася битва за Британію
- 16 липня — Гітлер підписав Директиву № 16 про підготовку операції «Морський лев»
- 25 липня — британці провели евакуації усіх дітей та жінок з Гібралтару

### Серпень

Ситуація на Західному фронті. Вересень 1940 року

- 1 серпня — Гітлер визначив датою вторгнення на Британські острови 15 вересня
- 13 серпня — Люфтваффе почали операцію «Адлертаг» зі завдання масованих інтенсивних ударів, зосереджуючи головні зусилля проти літаків, аеродромів, радіолокаційних станцій та інших наземних цілей в Англії
- 18 серпня — Найважчий день у битві за Британію
- 20 серпня — промова Черчилля «Ніколи ще в історії так багато не були зобов'язані стільки багатьом настільки небагатьом»
- 22 серпня — німецька берегова артилерія почала обстріл Дувра на англійській землі
- 26 серпня — британська бомбардувальна авіація провела перший наліт на Берлін
- 30 серпня — в Бордо офіційно відкрита італійська база підводних човнів BETASOM
  -  — на знак помсти за бомбардування Берліна Люфтваффе розпочало Лондонський бліц

### Вересень
- 2 вересня — вступила в силу угода «есмінці в обмін на бази», за якою Велика Британія отримувала 50 есмінців в обмін на надання США права створення американських військово-морських і авіаційних баз на умовах безоплатної оренди на 99 років у різних британських володіннях: на Багамах, Бермудах, Антигуа, Сент-Люсії, Тринідаді, на Ямайці, в Ньюфаундленді та в Британській Гвіані
- 7 вересня — авіація Люфтваффе розпочала Бліц — масовану кампанію бомбардувань по англійських містах та інших населених пунктах
- 10 вересня — сформований Італійський повітряний корпус для участі в битві за Британію
- 15 вересня — День битви за Британію
- 27 вересня — у Берліні укладений Троїстий пакт, яким було створено військовий союз, відомий як «Країни Осі»: Націонал-соціалістична Німеччина, фашистська Італія та Японська імперія

### Жовтень
- 12 жовтня — плани щодо вторгнення на Британські острови перенесені на весну 1941 року
- 23 жовтня — Адольф Гітлер зустрічається з Франсіско Франко в Андаї, поблизу іспансько-французького кордону; мало що досягнуто, Гітлер не зміг переконати Франко вступити у війну на боці Осі
- 24 жовтня — Італійський повітряний корпус вперше взяв участь у бомбардуванні Британії

### Листопад
- 14 листопада — вночі сталася наймасовіше бомбардування Ковентрі
- 15 листопада — Радянський Союз запрошений приєднатися до Троїстого пакту
- 20 листопада — Угорське королівство приєдналося до Троїстого пакту
- 23 листопада — Румунське королівство приєдналося до Троїстого пакту
- 24 листопада — Словацька Республіка приєдналося до Троїстого пакту

### Грудень
- 16 грудня — британська авіація завдала масованого удару по Мангейму
- 29 грудня — в результаті масованого нальоту німецької авіації сталася Друга велика пожежа в Лондоні

## 1941

### Березень
- 4 березня — загони британських командос провели операцію «Клеймор» на окупованих німцями Лофотенських островах на півночі Норвегії

### Квітень
- 10 квітня — американські війська окупували Гренландію
- 19 квітня — Лондон зазнав найпотужнішого бомбардування за часи війни

### Травень
- 1 травня — Ліверпуль піддався потужнішому бомбардуванню
- 10 травня — Люфтваффе провело останнє масове бомбардування по Британії; Бліц завершений
- 24 травня — стався морський бій у Данській протоці між британськими лінкором «Принц Уельський», лінійним крейсером «Худ» та рейдовою групою німецького флоту. Лінійний корабель «Бісмарк» і важкий крейсер «Принц Ойген» під командуванням віцеадмірала Г. Лют'єнса у швидкоплинному бою затопили «Худ»; загинули 1 415 осіб, у тому числі віцеадмірал Л. Е. Голланд
- 27 травня — британська ескадра віце-адмірала Д.Тові затопила в бою найновіший лінкор Крігсмаріне «Бісмарк»

### Червень
- 16 червня — Американські війська розпочали окупацію Ісландії, змінивши там британські окупаційні сили

### Липень
- 7 липня — завершена передача британськими військами функцій з окупації Ісландії американцям

### Жовтень
- 31 жовтня — американський есмінець «Рубен Джеймс», що супроводжував конвой HX 156, потоплений торпедою U-552. Перший американський бойовий корабель, утрачений під час війни (ще до офіційного вступу США у війну)

### Грудень
- 26-27 грудня — британські командос за підтримки кораблів британського флоту провели спеціальні операції «Арчері» й «Анкліт» на окупованих німцями норвезьких Лофотенських островах і острові Воґсей

## 1942

### Березень
- 28 березня — британці провели зухвалий рейд на Сен-Назер з метою виведення з ладу найпотужнішого морського сухого доку у порту Сен-Назер на території окупованої Франції

### Травень
- 16 травня — перші підрозділи американської 1-ї бронетанкової дивізії прибули морем до Північної Ірландії
- 30-31 травня — на Кельн відбувся перший «рейд 1000 бомбардувальників[en]»

### Червень
- 1-2 червня — британська бомбардувальна авіація провела другий «рейд 1000 бомбардувальників» на Ессен
- 25-26 червня — на Бремен відбувся третій «рейд 1000 бомбардувальників»
- 30 червня — американський 2-й армійський корпус розгорнутий у Європі

### Липень
- 4 липня — американські бомбардувальники вперше взяли участь у бомбардуванні цілей в окупованій Європі

### Серпень
- 19 серпня — союзники провели морську десантну операцію «Ювілей» з оволодіння французьким портом Дьєпп

### Жовтень
- 18 жовтня — Гітлер видає «наказ про командос» (нім. Kommandobefehl), про страту усіх захоплених у полон десантників та командос союзників

### Листопад
- 8 листопада — союзні війська розпочали операцію «Смолоскип» з висадки морського десанту на узбережжя Північної Африки
- 10 листопада — німецький вермахт розпочав операцію «Антон» з окупації території вішістської Франції

## 1943

### Січень
- 14 січня — розпочалася Касабланкська конференція лідерів антигітлерівської коаліції Вінстона Черчилля і Франкліна Д. Рузвельта, де обговорюється можливе вторгнення в материкову Європу, неминуче вторгнення на Сицилію та в Італію, а також мудрість принципу «беззастережної капітуляції»
- 27 січня — 50 бомбардувальників VIII бомбардувального командування здійснили перший американський повітряний наліт на Німеччину. Головною ціллю є Вільгельмсгафен

### Лютий
- 11 лютого — американський генерал Дуайт Ейзенхауер обраний вищим керівництвом західних союзників як головнокомандувач усіх союзних військ в Європі
- 18 лютого — рейхсміністр народної освіти та пропаганди Німеччини Йозеф Геббельс виступив у Берлінському палаці спорту перед багатотисячною аудиторією, де закликав німецький народ до «тотальної війни» до переможного кінця
- 28 лютого — шість норвезьких та британських диверсантів успішно провели операцію «Ганнерсайд» зі знищення німецького заводу важкої води (D2O) Norsk Hydro у Веморку

### Березень
- 5 березня — розпочалася повітряна битва за Рур — складова стратегічної кампанії союзників зі знищення спроможностей Рурського регіону

### Квітень
- 19 квітня — в Бельгії члени місцевого руху опору CDJ напали на двадцятий[en] залізничний конвой до Освенцима і врятували сотні євреїв
- 30 квітня — британською розвідкою під час підготовки до висадки на італійський острів Сицилія успішно проведена спеціальна дезінформаційна операція «Мінсміт»

### Травень
- 27 травня — союзна бомбардувальна авіація провела наймасштабніше бомбардування Вупперталя

### Липень
- 4 липня — прем'єр-міністр Польщі у вигнанні Владислав Сікорський загинув в авіаційній катастрофі на Гібралтарі
- 10 липня — розпочалася Сицилійська операція
- 24 липня — Королівські повітряні сили Великої Британії та повітряні сили армії США розпочали серію «килимових бомбардувань» міста Гамбург

### Серпень
- 5 серпня — уряд Швеції оголосив, що більше не дозволить німецьким військам і військовим матеріалам транзит шведськими залізницями
- 17 серпня — 376 американських важких бомбардувальників B-17 «Летюча фортеця» під прикриттям британських винищувачів здійснили стратегічне бомбардування німецьких міст Швайнфурт і Регенсбург
  - британці розпочали операцію «Гідра» (складова комплексної операції «Кроссбоу») з атаки ракетного полігону Пенемюнде з метою знищення німецької зброї дальнього радіуса дії Фау-1 та Фау-2

### Вересень
- 20 вересня — проведена перша операція із застосуванням надмалих підводних човнів типу «X» — операція «Сорс» — спроба нейтралізувати важкі німецькі військові кораблі, що базувалися у Кефіорді, Нордкап у Північній Норвегії, зокрема німецький лінкор «Тірпіц»

### Жовтень
- 4 жовтня — американська палубна авіація провела успішну операцію «Лідер» поблизу норвезького Буде
- 9 жовтня — перші підрозділи американського VII армійського корпусу почали прибувати на Європейський театр війни
- 13 жовтня — Італія оголосила війну нацистській Німеччині
- 14 жовтня — понад 350 американських важких бомбардувальників здійснили невдалий другий рейд на Швайнфурт
- 22-23 жовтня — 569 британських бомбардувальників провели бомбардування Касселя, що призвело до тижневого вогневого смерча

### Листопад
- 9 листопада — генерал Шарль де Голль став головою Французького комітету національного визволення
- 15 листопада — сформовані Союзні експедиційні сили для вторгнення до Франції
- 28 листопада — розпочалася Тегеранська конференція (завершилася 1 грудня)

### Грудень
- 12 грудня — генерал-фельдмаршал Ервін Роммель призначений фюрером керівником «Фортеці Європа», головним планувальником проти очікуваного наступу союзників.
- 13 грудня — на Європейський театр війни прибули перші формування американського VIII армійського корпусу
- 14 грудня — перші формування американського XV армійського корпусу прибули до Європи
- 24 грудня — генерал Дуайт Ейзенхауер призначений Верховним головнокомандувачем Союзних експедиційних сил
- 27 грудня — кандидатура генерала Дуайта Ейзенхауера офіційно узгоджена лідерами західних союзників на посаді головнокомандувача усіх сил вторгнення в операції «Оверлорд»

## 1944

### Січень
- 16 січня — генерал Дуайт Ейзенхауер прибув до Лондона та вступив у посаду головнокомандувача американських та союзних військ у Європі
- 21 січня — Люфтваффе розпочали операцію «Штайнбок», так званий «дитячий бліц», з метою цілеспрямованого бомбардування Лондону

### Лютий
- 8 лютого — затверджений план операції «Оверлорд»
- 20 лютого — масованим бомбардуванням Лейпцига розпочався «Великий тиждень»[en] — рейди стратегічної бомбардувальної авіації союзників на промислові центри та міста Німеччини

### Березень
- 31 березня — британська авіація провела масований наліт на Нюрнберг

### Квітень
- 3 квітня — наліт палубної авіації британського Королівського військово-морського флоту на німецький лінкор «Тірпіц»
- 28 квітня — під час проведення військового навчання «Тайгер» конвой із союзними військами був атакований німецькими торпедними катерами, що призвело до загибелі 946 американських військових

### Травень
- 6 травня — бомбардувальна авіація союзників розпочала систематичне масоване бомбардування цілей у Західній Європі напередодні вторгнення до Нормандії
- 8 травня — Верховне командування західних союзників затвердило День Д — 5 червня 1944 року

### Червень
- 2 червня — почалася спільна радянсько-американська операція «Френтік» з човниковим рухом американських бомбардувальників за трикутником Англія — Італія — Полтава
- 6 червня — висадкою повітряного та морського десанту розпочалася стратегічна операція «Оверлорд» військ Антигітлерівської коаліції з метою вторгнення на окуповану територію північно-західної Франції
  - почалася битва за Кан
- 7 червня — операцією «Перч» британсько-канадські війська спробували опанувати Кан
- 13 червня — відбулось перше бойове застосування німецьких крилатих ракет Фау-1, удар завдано по Лондону
- 18 червня — початок битви за Шербур
- 26 червня — британці почали операцію «Епсом», спроба оточити сили вермахту в Кані

### Липень
- 9 липня — в результаті проведення операції «Чарнвуд» військам генерала Б.Монтгомері вдалося опанувати північну частину міста Кан
- 17 липня — німецький лінкор «Тірпіц» атакований британською авіацією
- 18 липня — в ході битви за Кан британські та канадські війська розпочали операції «Гудвуд» і «Атлантик»
- 25 липня — американська 1-ша армія генерала О.Бредлі почала операцію «Кобра»

### Серпень
- 7 серпня — командування вермахту на Західному фронті розпочало операцію «Льєж», спробу ударом у фланг розгромити американські сили
- 12 серпня — угруповання німецьких військ потрапило у «мішок» під Фалезом; втрати полоненими становили близько 50 000 людей
- 15 серпня — союзники провели морську десантну операцію «Драгун» з висадки на півдні Франції
- 22 серпня — британська авіація розпочала операцію «Гудвуд», намагаючись знищити німецький лінкор «Тірпіц»
- 25 серпня — союзні війська визволили Париж
- 27 серпня — почалася 9-місячна облога Сен-Назера американськими та французькими військами
- 28 серпня — після тривалих боїв американсько-французькі війська визволили від окупантів Тулон і Марсель
  - танкові частини генерала Паттона форсували Марну
- 30 серпня — війська союзників увійшли в Руан

### Вересень
- 1 вересня — канадські війська захопили Дьєпп
  - 3-тя американська армія розпочала Лотаринзьку кампанію з визволення північно-східної Франції
- 2 вересня — союзники увійшли на бельгійську територію; розпочалося звільнення Бельгійського королівства від окупантів
- 3 вересня — Брюссель звільнений військами 2-ї британської армії
  - Ліон визволений американсько-французькими військами від нацистів
- 5 вересня — Антверпен визволений силами 11-ї британської бронетанкової дивізії та місцевим Рухом опору
  - початок битви за Нансі
  - III американський корпус прибув на Європейський театр
- 6 вересня — Гент і Льєж звільнені від окупантів британськими військами
- 8 вересня — канадська армія звільнила Остенде
  - початок битви за бельгійське місто Гел
  - Бельгійський уряд в екзилі повернувся з Лондона до країни
  - перше успішне застосування німцями ракети Фау-2: дві запущені по Лондону і одна по Парижу
- 10 вересня — Люксембург визволений силами 1-ї американської армії
  - війська союзників з'єдналися в Діжоні, розрізав Францію навпіл
  - перші підрозділи західних союзників увійшли на територію Німеччини; передові підрозділи появилися в Аахені
  - британсько-канадські війська розпочали операцію «Астонія» із захоплення Гавра
- 11 вересня — XXI американський корпус прибув на Європейський театр
- 12 вересня — початок 9-місячної облоги союзниками Ла-Рошелі
- 13 вересня — американські війська вийшли до лінії Зігфрида
- 15 вересня — почалася облога Дюнкерка союзниками
  - проведена операція «Параван» — спроба британського командування знищити німецький лінкор «Тірпіц», що базувався в Каафіорді
- 17 вересня — почалася операція «Маркет-Гарден» — наймасштабніша комбінована наземна та повітрянодесантна операція військ союзників у війні
  - почалася битва за Арнем
- 19 вересня — після тривалої облоги американці здобули французький Брест
  - американська армія почала бої за Хюртгенвальд
  - 1-ша американська армія увійшла в Нансі
- 20 вересня — XVI американський корпус прибув на Європейський театр
- 22 вересня — німецькі війська склали зброю в Булоні
  - канадсько-британські війська розпочали операцію «Андергоу» з облоги Кале
- 27 вересня — початок битви за Мец
- 30 вересня — німецький гарнізон у Кале капітулював канадським військам

### Жовтень
- 2 жовтня — канадські війська розпочали битву на Шельді
  - підрозділи американських XIX і VII корпусів почали битву за Аахен
- 12 жовтня — перші формування американського XXIII армійського корпусу прибули до Європи
- 20 жовтня — у Північному Брабанті союзники розпочали операцію «Фазан»
- 21 жовтня — американські війська опанували Аахен, перше велике німецьке місто, захоплене в ході війни

### Листопад
- 1 листопада — союзні війська розпочали операцію «Інфатюейт» на голландському острові Валхерен
- 2 листопада — канадська армія визволила від окупантів місто Зебрюгге; Бельгія повністю визволена від нацистів
- 9 листопада — війська і танки генерала Паттона перетинають річку Мозель і утворюють загрозу оточення Мецу
- 12 листопада — після численних бомбардувань та рейдів, німецький лінкор «Тірпіц», що стояв на якорі у фіорді в норвезькому Тромсе, нарешті був затоплений
- 23 листопада — союзники опанували Мец і Страсбург звільнено французькими військами
- 30 листопада — XXII американський корпус прибув на Європейський театр війни

### Грудень
- 16 грудня — німецькі війська, несподівано для союзників, розпочали стратегічну наступальну операцію «Вахт ам Райн»
  - підрозділи під командуванням СС-оберштурмбанфюрера Отто Скорцені почали операцію «Грейф»
  - в ході Арденнського наступу почалася битва за Санкт-Віт
- 17 грудня — німецькі десантники почали операцію «Штоссер» з висадки повітряного десанту в Арденнах
  - есесівці влаштували різанину, розстрілявши американських військовополонених, поблизу бельгійського селища Мальмеді
- 20 грудня — в ході Арденнської битви почалася облога Бастоні
- 26 грудня — танкові формування 3-ї американської армії генерал Паттона прорвали німецькі позиції та деблокували Бастонь
- 31 грудня — війська вермахту та СС почали операцію «Нордвінд»

## 1945

### Січень
- 1 січня — в ході битви в Арденнах Люфтваффе провели повітряну наступальну операцію «Боденплатте», намагаючись знищити союзну авіацію на аеродромах визволених країн Західної Європи
- 13 січня — британські та канадські війська почали операцію «Блеккок» — зачищення від німецьких військ Рурського трикутника між голландськими містами Рурмонд і Сіттард та німецьким містом Гайнсберг
- 20 січня — велике угруповання німецьких військ опинилося у Кольмарському «мішку»
- 28 січня — завершилася битва на Виступі

### Лютий
- 4 лютого — Бельгія вдруге повністю визволена від нацистів після битви в Арденнах
- 9 лютого — Кольмарський «мішок» ліквідований французько-американськими військами
- 22 лютого — 3500 бомбардувальників і майже 5000 винищувачів союзників атакували цілі по всій Німеччині
- 23 лютого — початок операції «Гренейд», наступальної операції американської 9-ї армії генерал-лейтенанта Вільяма Сімпсона в Рейнській області

### Березень
- 3 березня — Королівські повітряні сили Великої Британії помилково скинули бомби на район Безейденгаут у Гаазі
- 7 березня — почалася 18-денна битва за Ремаген
- 10 березня — завершилася операція «Гренейд»
- 20 березня — війська американської 3-ї армії опанували Майнц
- 21 березня — британська авіація провела операцію «Карфаген» з бомбардування Копенгагена
- 24 березня — союзні війська розпочали стратегічну наступальну операцію «Пландер» з форсування Рейну та одночасною висадкою повітряного десанту з метою прориву вглиб території Німеччини

### Квітень
- 1 квітня — англо-американські війська оточили угруповання німецького вермахту з 317 000 солдатів у Рурському регіоні
- 10 квітня — американська армія визволила в'язнів концтабору Бухенвальд
- 15 квітня — британські війська визволили концтабір Берген-Бельзен
- 25 квітня — передові загони американської 1-ї армії зустрілися з авангардом 1-го Українського фронту на річці Ельба, поблизу міста Торгау
- 29 квітня — концентраційний табір Дахау визволений силами 7-ї американської армії
  - авіація союзників розпочала операцію «Манна» — скидання з літаків голодному населенню Голландії продовольства

### Травень
- 4 травня — головнокомандувач Крігсмаріне Деніц видав наказ припинити воєнні дії усім підводним човнам Третього Рейху
  - війська союзників визволили концтабір Ноєнгамме
  - німецькі війська в Данії, Північній Німеччині та Нідерландах капітулювали Монтгомері
- 5 травня — в Реймсі, Франція почалися офіційні переговори про умови капітуляції Німеччини
  - принц Нідерландів Бернгард прийняв офіційну капітуляцію німців в країні
  - американська 11-та бронетанкова дивізія визволила концтабір Маутгаузен
- 6 травня — німецькі солдати відкрили вогонь по голландцям, які на площі Дам святкували звільнення Нідерландів; 22 людини загинули та 120 дістали поранень
- 7 травня — о 2:41 згідно з наказами президента Рейху Карла Деніца Німеччина беззастережно капітулювала союзникам у штабі західних союзників у Реймсі; генерал Альфред Йодль підписав Акт про капітуляцію Німеччини
  - Герман Герінг здається американцям
  - оперативна група «Смайт», американської 80-ї піхотної дивізії, діючи в Австрії, здійснила останні постріли США у війні в Європі, коли 80-й розвідвзвод обстріляли два німецькі літаки, американці відкрили вогонь у відповідь, в результаті чого один літак підбитий
- 8 травня — День Перемоги в Європі
  - о 22:43 за центральноєвропейським часом (о 00:43, 9 травня за московським) у берлінському передмісті Карлсгорст Німеччина вдруге беззастережно капітулювала союзникам, цього разу у присутності представників Радянського Союзу
- 9 травня — німецькі окупаційні війська склали зброю на британських Нормандських островах
- 20 травня — завершилося повстання батальйону грузинських легіонерів (колишніх радянських військовиків грузинського походження) на острові Тесел у провінції Північна Голландія

### Червень
- 11 червня — голландський острів Схірмонніког став останньою територією у Європі, звільненою від військ Третього Рейху

### Вересень
- 4 вересня — останній німецький гарнізон, на острові Шпіцберген, склав зброю